# Kazimierz Groniowski
Kazimierz Groniowski (sinh năm 1905, mất năm 1943?) là nghệ sĩ, nhiếp ảnh gia Ba Lan. Ông là thành viên của hội Nhiếp ảnh Ba Lan, thành viên của Câu lạc bộ ảnh Warszawa.

## Tiểu sử
Kazimierz Groniowski gắn liền với cộng đồng nhiếp ảnh Warszawa, tham gia chụp ảnh trong khoảng năm 1932–1939. Ông chụp ảnh khỏa thân, phong cảnh, chân dung và đời sống xã hội.  Ông tích cực tham gia các triển lãm ảnh trong nước và quốc tế (trong đó có Viện nhiếp ảnh quốc tế lần thứ 9 tại Warszawa).  Năm 1931, ông trở thành thành viên của hội Nhiếp ảnh Ba Lan.   Ông ưa thích nhiếp ảnh 35mm và nhiếp ảnh màu, do vậy rất tích cực tham gia Phòng Ảnh Nhỏ của Viện Phim Ba Lan (Sekcji Małoobrazkowej).   Trong những năm 1938–1939 ông tham gia vào công việc của Câu lạc bộ Ảnh Warszawa .
Kazimierz Groniowski là tác giả của nhiều dự án nhiếp ảnh, chẳng hạn như kagrolak (một kỹ thuật đạt được độ trong suốt của giấy), kagrochrome (chụp ảnh màu trên giấy), kagrotypia (phương pháp phân giải tonor).  Để thực hiện kỹ thuật kagrotypia, ông chế tạo ra một chiếc máy phóng to chụp ảnh gồm 7 đèn.
Kazimierz Groniowski xuất bản nhiều bài báo trên báo chí chuyên ngành nhiếp ảnh: các tạp chí hàng tháng Fotograf Polski và Leica w Polsce nhằm mô tả chi tiết kỹ thuật của các dự án nhiếp ảnh của ông.